# Liste des races chevalines d'Italie
Pour des articles plus généraux, voir Race (cheval) et élevage du cheval en Italie.
Les races chevalines d'Italie forment l'ensemble des races de chevaux natives du territoire italien, qu'elles soient d'origine autochtone ou importées et élevées sur le sol italien. Elles sont catégorisées en trois types : les chevaux de selle ou chevaux légers, les chevaux de trait ou chevaux lourds, et les poneys, définis par une taille au garrot ne dépassant pas 1,47 m au garrot. 

## Races natives d'Italie

### Chevaux de selle
| Visuel | Nom                                 | Nom italien                          | Année de création du stud-book | Région d'origine    | Taille          | Robe                                            |
| ------ | ----------------------------------- | ------------------------------------ | ------------------------------ | ------------------- | --------------- | ----------------------------------------------- |
|        | Anglo-arabe sarde                   | Anglo Arabo Sardo                    |                                | Sardaigne           | 1,55 m à 1,65 m | Généralement baie, bai-brune, alezane.          |
|        | Calabrais                           | Calabrese                            |                                | Calabre             | 1,60 m à 1,65 m | Toutes les variétés                             |
|        | Cheval de Catria                    | Cavallo del Catria                   | 1980                           | Apennins du centre  | environ 1,45 m  | Le plus souvent noire ou baie                   |
|        | Cheval de Pentro                    | Cavallo del Pentro                   |                                | Molise              |                 | Généralement baie ou noire                      |
|        | Cheval du Ventasso                  | Cavallo del Ventasso                 |                                | Émilie-Romagne      | 1,50 m à 1,64 m | Baie, alezane, grise, noire                     |
|        | Maremmano                           | Maremmano                            |                                | Toscane             | 1,50 m à 1,53 m | Baie, alezan brûlé ou noire                     |
|        | Murgese                             | Murgese                              | 1926                           | Pouilles            | 1,50 m à 1,68 m | Généralement noire, plus rarement grise ou baie |
|        | Persano                             | Persano                              |                                |                     |                 |                                                 |
|        | Cheval Romano della Maremma Laziale | Cavallo Romano della Maremma Laziale | 2010                           | Latium              | 1,50 m à 1,65 m | Généralement baie ou noire                      |
|        | Salernitano                         | Salernitano                          |                                | Campanie            | 1,60 m à 1,70 m | Baie                                            |
|        | Samolaco                            | Samolaco                             |                                | Lombardie           |                 |                                                 |
|        | Sanfratellano                       | Sanfratellano                        |                                | Province de Messine | 1,56 m à 1,66 m | Baie et noire                                   |
|        | Tolfetano                           | Tolfetano                            |                                | Monts de la Tolfa   | 1,50 m à 1,60 m | Baie et noire                                   |
|        | Selle italien                       | Sella italiano                       |                                | Tout le pays        | 1,60 m à 1,70 m | Robes simples                                   |
|        | Trotteur italien                    | Trottatore Italiano                  |                                | Tout le pays        |                 | Robes simples                                   |

### Cheval de trait
| Visuel | Nom           | Nom italien                                      | Année de création du stud-book | Région d'origine | Taille          | Robe                               |
| ------ | ------------- | ------------------------------------------------ | ------------------------------ | ---------------- | --------------- | ---------------------------------- |
|        | Trait italien | Cavallo Agricolo Italiano da Tiro Pesante Rapido |                                | Vénétie          | 1,50 m à 1,60 m | Alezane, mais aussi aubère et baie |

### Poneys
| Visuel | Nom                  | Nom italien           | Année de création du stud-book | Région d'origine | Taille          | Robe                          |
| ------ | -------------------- | --------------------- | ------------------------------ | ---------------- | --------------- | ----------------------------- |
|        | Bardigiano           | Bardigiano            | 1977                           | Apennins du Nord | 1,35 m à 1,45 m | Noire, baie et rouane         |
|        | Cheval de la Giara   | Cavallino della Giara |                                | Sardaigne        | 1,26 m à 1,38 m | Baie, noire ou alezane        |
|        | Poney de Monterufoli | Pony di Monterufoli   |                                | Province de Pise | 1,35 m à 1,45 m | Noire                         |
|        | Poney de l'Esperia   | Pony di Esperia       | 1992                           | Latium           | 1,25 m à 1,45 m | Noire et grise                |
|        | Sarcidano            | Cavallo del Sarcidano |                                | Sardaigne        | 1,15 m à 1,45 m | Baie et noire, rarement grise |

### Race disparue
| Visuel | Nom               | Nom italien | Année de disparition | Région d'origine | Taille          | Robe                               |
| ------ | ----------------- | ----------- | -------------------- | ---------------- | --------------- | ---------------------------------- |
|        | Cheval napolitain | Napoletano  | fin du XIXe siècle   | Naples           | 1,50 m à 1,65 m | Baie, alezan brûlé, grise et noire |

## Races historiquement et géographiquement liées à l'Italie
| Visuel | Nom                | Nom italien       | Pays d'origine    | Région d'élevage                              | Taille          | Robe                                                     |
| ------ | ------------------ | ----------------- | ----------------- | --------------------------------------------- | --------------- | -------------------------------------------------------- |
|        | Haflinger          | Avelignese        | Autriche          | Toute l'Italie                                | 1,37 m à 1,49 m | Alezan crins lavés                                       |
|        | Franches-Montagnes | Appenninico       | Suisse            | Principalement en Émilie-Romagne              | 1,50 m à 1,60 m | Généralement baie ou alezane                             |
|        | Camargue           | Cavallo del Delta | France            | Delta du Pô                                   | 1,35 m à 1,50 m | Grise                                                    |
|        | Lipizzan           | Lipizzano         | Autriche Slovénie |                                               | 1,55 m à 1,65 m | Grise                                                    |
|        | Noriker            | Norico            | Autriche          | Province de Trente, Belluno, Verone et Rovigo | 1,63 m à 1,73 m | Généralement tachetée, alezan crins lavés, baie ou noire |